# Slender Man (filme)
Slender Man (bra: Slender Man: Pesadelo sem Rosto; prt: Slender Man) é um filme de terror sobrenatural estadunidense, dirigido por Sylvain White e escrito por David Birke, baseado no personagem creepypasta de mesmo nome criado por Eric Knudsen. O filme retrata Javier Botet como o monstro titular ao lado de Joey King, Julia Goldani Telles, Jaz Sinclair e Annalise Basso. 
Slender Man foi lançado nos Estados Unidos em 10 de agosto de 2018, e no Brasil em 23 de agosto de 2018 pela Screen Gems, e recebeu uma recepção amplamente negativa da crítica e do público, sendo chamado de "chato", "derivado" e "enganoso".

## Sinopse
As amigas Wren, Hallie, Chloe e Katie levam uma vida entediante no colégio. Quando ouvem falar em um monstro chamado Slender Man, elas decidem invocá-lo por meio de um vídeo na Internet. A brincadeira se transforma em um perigo real quando todas começam a ter pesadelos e visões do homem sem rosto, com vários braços, capaz de fazer as suas vítimas alucinarem. Um dia, Katie desaparece sem deixar pistas, cabendo às três amigas fazerem a sua própria busca, enfrentando a criatura.

## Elenco
- Joey King como Wren
- Julia Goldani Telles como Hallie Knudsen
- Jaz Sinclair como Chloe
- Annalise Basso como Katie Jensen
- Taylor Richardson como Lizzie Knudsen, irmã de Hallie
- Alex Fitzalan como Tom, interesse amoroso de Hallie
- Kevin Chapman como o Sr. Jensen, pai de Katie
- Jessica Blank como Sra. Jensen, mãe de Katie
- Javier Botet como Slender Man
- Michael Reilly Burke como Sr. Knudsen, pai de Hallie e Lizzie

## Produção
Em maio de 2016, foi relatado que a Sony Pictures havia começado a desenvolver o Slender Man em base no personagem sobrenatural mítico criado por Eric Knudsen, com o roteiro a ser escrito por David Birke. A Screen Gems da Sony estava em conversações com a Mythology Entertainment, Madhouse Entertainment e a It Is No Dream Entertainment para produzir e distribuir o filme.
Em 4 de janeiro de 2017, Sylvain White foi contratado para dirigir o filme, enquanto os produtores do filme seriam Brad Fischer da Mythology, James Vanderbilt e William Sherak, Robyn Meisinger de Madhouse e Sarah Snow, de No Dream.
Em 22 de maio de 2017, o elenco foi anunciado, incluindo Joey King, Julia Goldani Telles, Jaz Sinclair, Annalise Basso, Talitha Bateman (que foi depois substituída por Taylor Richardson) e Alex Fitzalan. Em julho de 2017, Kevin Chapman juntou-se ao elenco como um pai alcoólatra emocionalmente derrotado.
A filmagem do filme começou em 19 de junho de 2017, em Boston e concluiu em 28 de julho de 2017.

## Marketing e divulgação
Em 3 de janeiro de 2018, o primeiro trailer foi lançado. As reações foram medianas e misturadas, com algumas publicações online descrevendo o trailer como tendo uma "rota de terror tradicional, de baixo orçamento". Outras publicações notaram o lançamento do filme quatro anos após o Slender Man stabbing (esfaqueamento do Slender Man) no Condado de Waukesha, Wisconsin em 2014. Após a estréia online do trailer, Bill Weier, o pai de Anissa Weier disse que a produção e lançamento do filme é "extremamente desagradável", e aconselhou os teatros locais a não exibir o filme. Um segundo trailer foi lançado em 26 de julho de 2018.

## Lançamento
Em 31 de maio de 2018, o filme começou a procurar um novo distribuidor, devido a divergências com a produtora e distribuidora do filme. Os candidatos incluem Amazon e Netflix.[carece de fontes?]
Marcus Theaters decidiu não exibir o filme em seus cinemas nos condados de Waukesha e Milwaukee, em Wisconsin, por consideração e respeito por aqueles afetados pelos eventos da vida real.
Depois que o filme foi lançado, foi relatado que a Screen Gems exigiu uma classificação MPAA PG-13 e reformulou o roteiro original, bem como cortou várias cenas principais com medo da repercussão pública, o que resultou em problemas maciços de transição e continuidade. Isso veio depois dos comentários de Bill Weier sobre a produção. O estúdio também supostamente nunca mostrou qualquer apoio ao desenvolvimento do projeto para começar.

## Recepção

### Bilheteria
Nos Estados Unidos e no Canadá, Slender Man foi lançado ao lado de The Meg e BlacKkKlansman, e está previsto arrecadar US $ 8-12 milhões de 2.109 cinemas em seu fim de semana de estreia. O filme rendeu US $ 1 milhão nas prévias da noite de quinta-feira.[carece de fontes?]

### Crítica
No agregador de resenhas Rotten Tomatoes, Slender Man possui uma classificação de aprovação de 10% com base em 41 comentários, com uma classificação média de 3,5/10. No Metacritic, o filme tem uma pontuação média ponderada de 28 (de um total de 100), com base em 12 resenhas, indicando "críticas geralmente desfavoráveis".
David Ehrlich da IndieWire, deu ao filme uma nota D, chamando-o de "um serviço insípido e malcomado de mais uma creepypasta da internet, Slender Man aspira ser para a era do YouTube o que The Ring foi até os últimos suspiros da geração VHS. Mas... há uma diferença fundamental que diferencia os dois filmes: The Ring é bom, e Slender Man é terrível."